# Jean-Éric Vergne
Jean-Éric Vergne (Pontoise, 25. travnja 1990.) je francuski vozač automobilističkih utrka, aktualni vozač tima DS Techeetah u svjetskom prvenstvu Formule E, te bivši vozač Formule 1 .
Godine 2007. postaje prvak Formule Campus Renault, a 2010. prvak britanske Formule 3.
Godine 2012. potpisuje za momčad Scuderia Toro Rosso, a momčadski kolega mu je Daniel Ricciardo. Na kraju sezone je 17. sa 16 osvojenih bodova. Godine 2013. osvaja 13 bodova i završava na 15. mjestu, a 2014. dobiva novog momčadskog kolegu, Rusa Daniila Kvyata. Te sezone sakuplja 22 boda i završava na 13. mjestu.
Iako se tijekom sezona 2012. i 2013. ravnopravno borio s Danielom Ricciardom, a 2014. bodovno bio bolji od Daniila Kvyata, momčad Red Bull Racinga se u oba slučaja odlučila zamijeniti odlazeće vozače, prvo 2014. s Ricciardom, a potom 2015. s Kvyatom.
Jean-Éric Vergne nikada nije pobijedio na utrci Formule 1. Najbolji plasman su mu dva 6. mjesta: 2013. na VN Kanade i 2014. na VN Singapura. U Formuli E bilježi vrlo dobre rezultate, osvojio je prvenstvo dva puta što dosad u toj kategoriji još nitko nije ostvario.

### Potpuni popis rezultata u Formuli 1
(legenda) (Utrke označene debelim slovima označuju najbolju startnu poziciju) (Utrke označene kosim slovima označuju najbrži krug utrke)
| Godina | Konstruktor / Momčad                   | 1.     | 2.      | 3.      | 4.      | 5.      | 6.      | 7.     | 8.      | 9.      | 10.    | 11.    | 12.     | 13.     | 14.     | 15.    | 16.    | 17.    | 18.    | 19.     | 20.   | Bodovi | Poredak |
| ------ | -------------------------------------- | ------ | ------- | ------- | ------- | ------- | ------- | ------ | ------- | ------- | ------ | ------ | ------- | ------- | ------- | ------ | ------ | ------ | ------ | ------- | ----- | ------ | ------- |
| 2012.  | Toro Rosso-Ferrari Scuderia Toro Rosso | AUS 11 | MAL 8   | KIN 16  | BHR 14  | ŠPA 12  | MON 12  | KAN 15 | EUR Ret | VBR 14  | NJE 14 | MAĐ 16 | BEL 8   | ITA Ret | SIN Ret | JAP 13 | KOR 8  | IND 15 | ABU 12 | SAD Ret | BRA 8 | 16     | 17.     |
| 2013.  | Toro Rosso-Ferrari Scuderia Toro Rosso | AUS 12 | MAL 10  | KIN 12  | BHR Ret | ŠPA Ret | MON 8   | KAN 6  | VBR Ret | NJE Ret | MAĐ 12 | BEL 12 | ITA Ret | SIN 14  | KOR 18  | JAP 12 | IND 13 | ABU 17 | SAD 16 | BRA 15  |       | 13     | 15.     |
| 2014.  | Toro Rosso-Renault Scuderia Toro Rosso | AUS 8  | MAL Ret | BHR Ret | KIN 12  | ŠPA Ret | MON Ret | KAN 8  | AUT Ret | VBR 10  | NJE 13 | MAĐ 9  | BEL 11  | ITA 13  | SIN 6   | JAP 9  | RUS 13 | SAD 10 | BRA 13 | ABU 12  |       | 22     | 13.     |